# Авария (фильм, 1990)
«Ава́рия» (англ. Burndown) — детективный кинофильм. Экранизация произведения, автор которого — Стюарт Коллинз.

## Сюжет
В непосредственной близости от АЭС в штате Флорида изнасиловали и убили девушку. Начальник местной полиции (Ферт) вместе с журналисткой (Мориарти) начинает расследование этого убийства.

## В ролях
- Питер Ферт — Jake Stern
- Кэти Мориарти — Patti Smart
- Хэл Орландини — James Manners
- Майкл МакКэйб — Doc Roberts
- Гай Ламберт — Сэди